# Бахмутский уезд
Бахму́тский уе́зд — административно-территориальная единица Екатеринославской губернии Российской империи.
Центр уезда — город Бахмут.

## Город Бахмут
В 1703 году был создан Бахмутский округ в связи с началом промысла поваренной соли на реке Бахмуте из соляных источников.
С 1708 года округ в составе первой большой Азовской губернии.
С 1710 года здесь находилась воеводская канцелярия.
С 1719 года — создана Бахмутская провинция в составе первой Азовской губернии.

## История
В 1779 году уезд образован в составе второй Азовской губернии.
В 1783 году — в составе второй Азовской губернии вошёл в состав Екатеринославского наместничества.
В 1784—1796 годах в составе Екатеринославского наместничества.
В 1796—1802 годах в составе Новороссийской губернии.
С 1802 года — в составе Екатеринославской губернии.
В 1920 году передан в состав новообразованной Донецкой губернии, где в январе — декабре 1920 года был ликвидирован с переходом к делению на районы (был создан Бахмутский район), после чего восстановлен.
В 1923 году упразднён за переходом к устройству губерния — округ — район.

## Население
| Год  | Количество жителей |
| ---- | ------------------ |
| 1851 | 119612             |
| 1895 | 200177             |
| 1897 | 332478             |

По результатам переписи 1897 года население Бахмутского уезда составляло 332,5 тысяч человек, из них мужчин — 178,3 тысяч человек, женщин — 154,2 тысяч человек. Из них проживающих в г. Бахмут — 19,3 тысяч человек, в остальном уезде — 313,2 тысяч человек. 193,5 тыс. жителей уезда указали родным языком малорусский (украинский) язык, 103,7 тыс. — великорусский (русский), 12,6 тыс. — немецкий, 9,5 тыс. — еврейский, 6,4 тыс. — молдавский и румынский, 2,5 тыс. — белорусский, 2 тыс. — польский.

## Административное деление
В 1913 году в состав уезда входило 23 волости:
| - Авдеевская — с. Авдеевка, - Андреевская — с. Андреевка, - Бахмутская — г. Бахмут, - Веровская — д. Веровка, - Гомщинская — с. Гомщиновка, - Григорьевская — с. Григорьевка, - Гришинская — с. Гришино, - Гродовская — с. Гродовка, | - Еленская — с. Еленовка, - Железнянская — с. Железное, - Звановская — с. Звановка, - Казённо-Торско-Алексеевская — с. Казённо-Торско-Алексеевское, - Калиновская — с. Калиновка, - Камышевахская — с. Камышеваха, - Кривороженская — с. Криворожье, - Лисичанская — с. Лисичанск, | - Луганская — с. Луганское, - Сантуриновская — д. Сантуриновка, - Селидовская — с. Селидовка, - Сергеевская — с. Сергеевка, - Скотоватская — с. Скотоватое, - Степановская — с. Степановка, - Троицкая — с. Троицкое, |

## Марки Бахмутского уезда
На территории уезда, помимо общегосударственных марок Российской империи, имели хождение земские почтовые марки. В 1901 году был осуществлён единственный выпуск земских марок Бахмутского уезда, который был отпечатан в Экспедиции заготовления государственных бумаг. При этом использовался новый дизайн земских марок, вошедший в историю земской почты как бахмутский тип. Всего было выпущено два вида марок Бахмутского уезда номиналом в 1 и 3 копейки.

Земские почтовые марки Бахмутского уезда
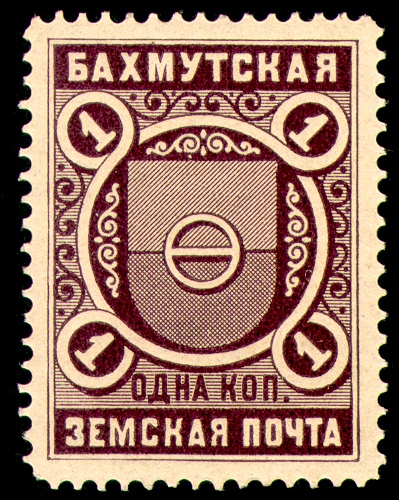
Бахмутский уезд (1901, Чучин[7] № 1)
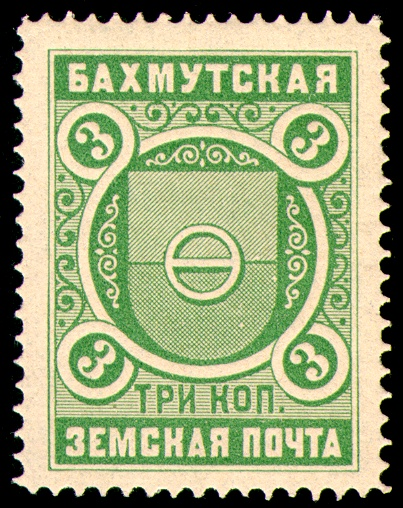
Бахмутский уезд (1901, Чучин № 2)